# Nereis rufa
Nereis rufa är en ringmaskart som beskrevs av Thomas Pennant 1812. Nereis rufa ingår i släktet Nereis och familjen Nereididae. Inga underarter finns listade i Catalogue of Life.